# Iniistius griffithsi
Iniistius griffithsi là một loài cá biển thuộc chi Iniistius trong họ Cá bàng chài. Loài cá này được mô tả lần đầu tiên vào năm 2007.

## Từ nguyên
Loài cá này được theo tên của Jeremy Griffiths, người đã thu thập mẫu gốc của chúng.

## Phạm vi phân bố và môi trường sống
I. griffithsi có phạm vi phân bố ở Nam Ấn Độ Dương. Loài này hiện chỉ được tìm thấy tại 3 vị trí: bờ biển Madagascar; Mauritius và đảo Giáng Sinh (Úc).
I. griffithsi sống trên nền đáy cát, được ghi ở độ sâu khoảng từ 8 đến 120 m. I. griffithsi được xem là một loài hải sản rất có giá trị, và thường được đánh bắt trong phạm vi của chúng.

## Mô tả
Chiều dài cơ thể tối đa được ghi nhận ở I. griffithsi là 14,3 cm. Trán dốc và cứng chắc là điểm đặc trưng của hầu hết các loài thuộc chi Iniistius. Điều này giúp chúng có thể dễ dàng đào hang dưới cát bằng đầu của mình.
Cơ thể có màu xám nhạt; trắng hơn ở bụng; đầu màu nâu xám; mang ửng màu cam với các vệt sọc xanh lam. Hai bên thân có một cụm đốm đen viền xanh lam (nằm trùng với vị trí chóp vây ngực khi khép vào thân). Một vùng màu nâu đỏ ở cuống đuôi. Một số cá thể (nhiều khả năng là cá đực) có thêm một dải màu lam nhạt chứa nhiều đốm đen nhỏ ở vùng gáy, lan rộng đến vùng trên nắp mang. Vây ngực có màu cam, các vây còn lại có màu lam xám.
Số gai ở vây lưng: 9; Số tia vây ở vây lưng: 12; Số gai ở vây hậu môn: 3; Số tia vây ở vây hậu môn: 12; Số tia vây ở vây ngực: 12.

### Trích dẫn
- J. E. Randall (2007). “Iniistius griffithsi, a new razorfish (Perciformes: Labridae) from Mauritius” (PDF). Smithiana. 7: 9–13.